# Johann Richter (Astronom)

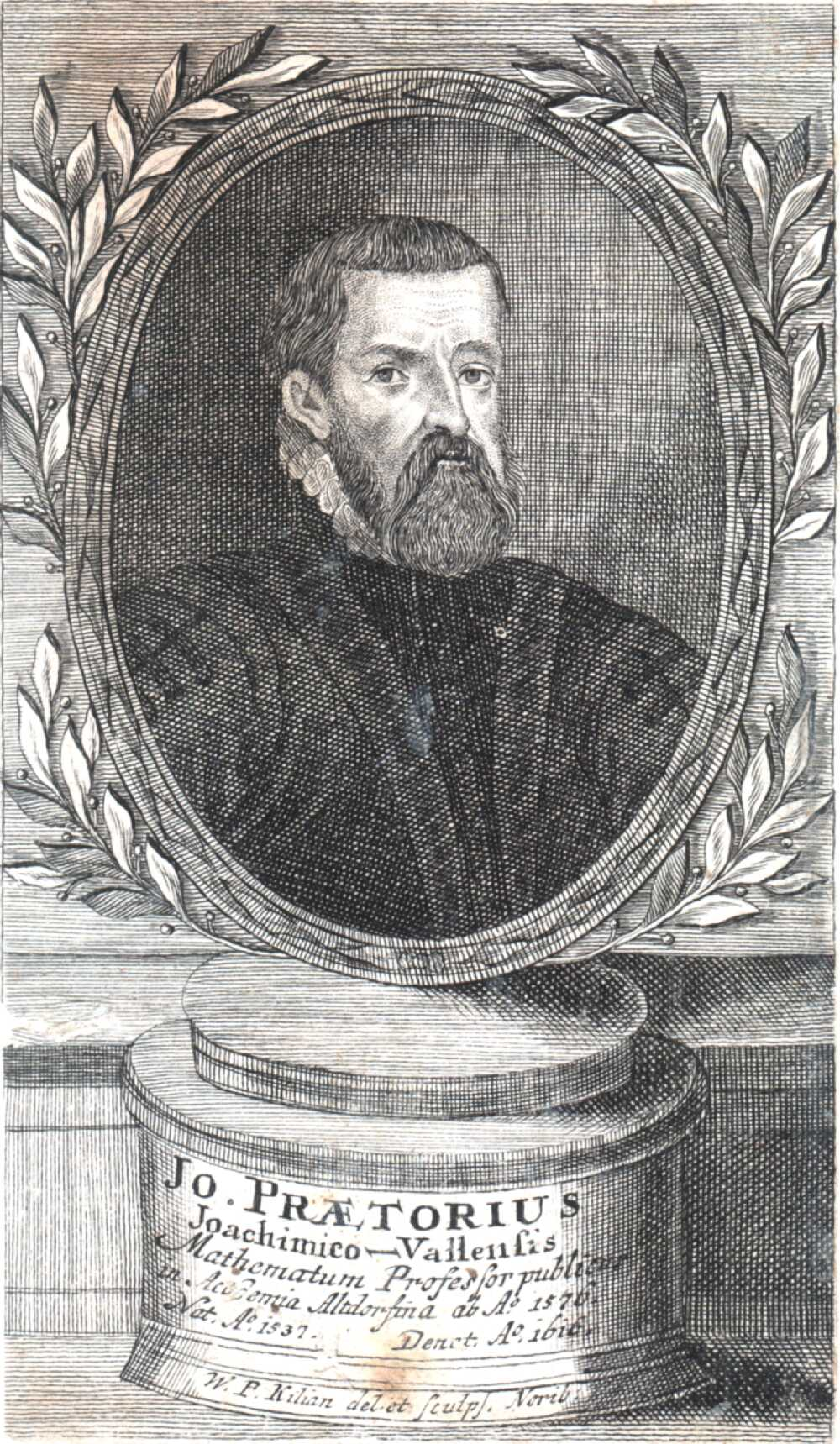
Johann Richter alias Johannes Praetorius

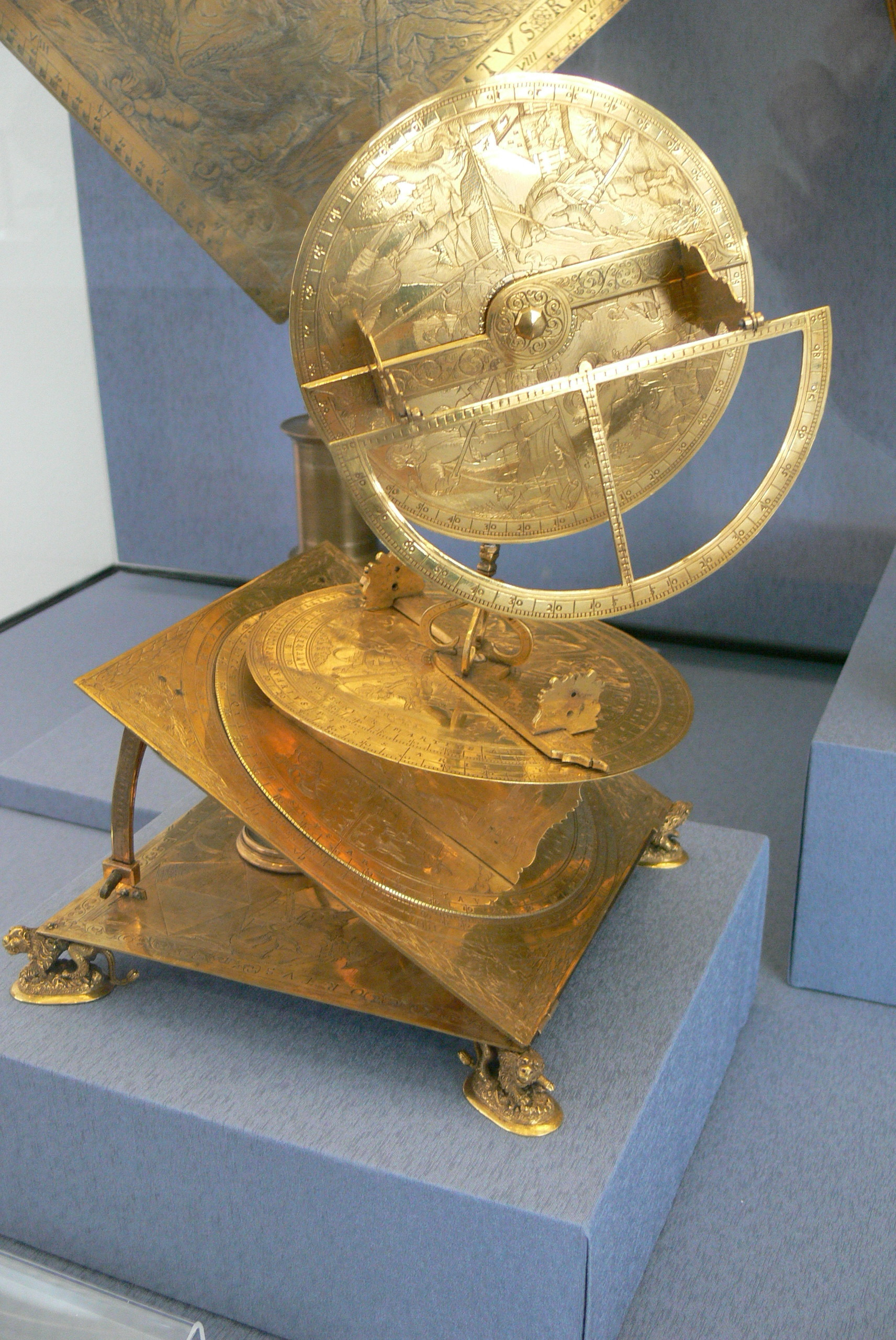
Torquetum von Johannes Praetorius 1568

Johann Richter, latinisiert Johannes Praetorius (* 1537 in Sankt Joachimsthal; † 27. Oktober 1616 in Altdorf bei Nürnberg), war ein deutscher Mathematiker, Instrumentenbauer und Astronom.

## Leben
Über sein frühes Leben ist nichts bekannt, ab 1557 studierte er an der Universität Wittenberg und absolvierte ein Studium der freien Künste (dazu gehörten Rhetorik, Grammatik, Arithmetik, Geometrie, Musik, Astronomie und Logik) ab. Von 1562 bis 1569 lebte er in Nürnberg. Dort entwarf er eine Reihe astronomischer und mathematischer Instrumente, die heute im Germanischen Nationalmuseum in Nürnberg aufbewahrt werden. Die Erfindung des Messtisches (Mensula oder Tabula Praetoriana) als Hilfsmittel zur zeichnerischen Lösung von Vermessungsaufgaben wird ihm zugeschrieben, gesichert ist sie allerdings nicht.
Nach Richters Angaben wurden auch, ebenfalls in Nürnberg aufbewahrte, (von Wenzel Jamnitzer gegossene und von dem Goldschmied Horninck vergoldete und gravierte) Globen (1566) angefertigt. Von 1562 bis 1571 soll Richter vor allem für den Nürnberger Stadtarzt und Astronomen Melchior Ayrer Globen und andere astronomische Geräte hergestellt haben, die vermutlich in der Kunstkammer Ayrers ausgestellt worden waren.
Nach Aufenthalten in Prag und Wien (1569) und Krakau (1570), wo er den ungarischen Humanisten Andreas Dudith bei seinen mathematischen Studien unterstützte, folgte er 1571 einem Ruf der Universität Wittenberg und wurde als Professor für höhere Mathematik (Astronomie) an die Universität Wittenberg berufen. Er erwarb sich hier am 4. März 1572 den akademischen Grad eines Magisters der philosophischen Wissenschaften und wurde am 7. März 1572 in den Senat der philosophischen Fakultät aufgenommen. Während dieser Zeit machte er Valentinus Otho auf die trigonometrischen Arbeiten des Joachim Rheticus aufmerksam und publizierte seine Beobachtungen des im Sternbild Kassiopeia sichtbaren Kometen (De cometis).
Aus politischen Gründen musste er 1575 den Lehrstuhl räumen, erhielt aber über seinen Bruder Paul Praetorius im Wintersemester 1576/77 die erste Mathematikprofessur an der neugegründeten Akademie Altdorf. In Altdorf lebte und wirkte er bis zu seinem Tod im Jahr 1616. Sein Schüler Petrus Saxonius wurde Nachfolger auf seinem Lehrstuhl. Mit der Erhebung der Altdorfer Akademie zur Universität, wurde sein Lehrstuhl in einen für Höhere Mathematik, den Saxonius erhielt, und in einen für Niedere Mathematik, den mit Johann Caspar Odontius ein weiterer seiner Schüler erhielt, aufgeteilt.

## Werke
- De cometis, qui antea visi sunt, et de eo, qui novissime mense novembri apparuit, narratio. Nürnberg: Gerlach & Montanus 1578
- Problema, quod iubet ex qvatvor rectis lineis datis qvadrilaterum fieri, quod sit in circulo, aliquot modis explicatum. Nürnberg: Valentin Fuhrmann 1598